# Марс-700
Катера-амфибии «Марс-700» — серия российских 8-местных судов на воздушной подушке (катеров-амфибий), предназначенных для круглогодичной эксплуатации в качестве служебно-разъездных, прогулочных, пассажирских, патрульных или спасательных судов на внутренних водных путях, включая периоды ледохода и ледостава, а также на грунтовых и заснеженных поверхностях. Производились нижегородскими ЗАО «Инвестиционная акционерная компания судостроителей» (ЗАО «АКС-Инвест»), а затем АО «Флот».

## Конструкция
Корпус и надстройка

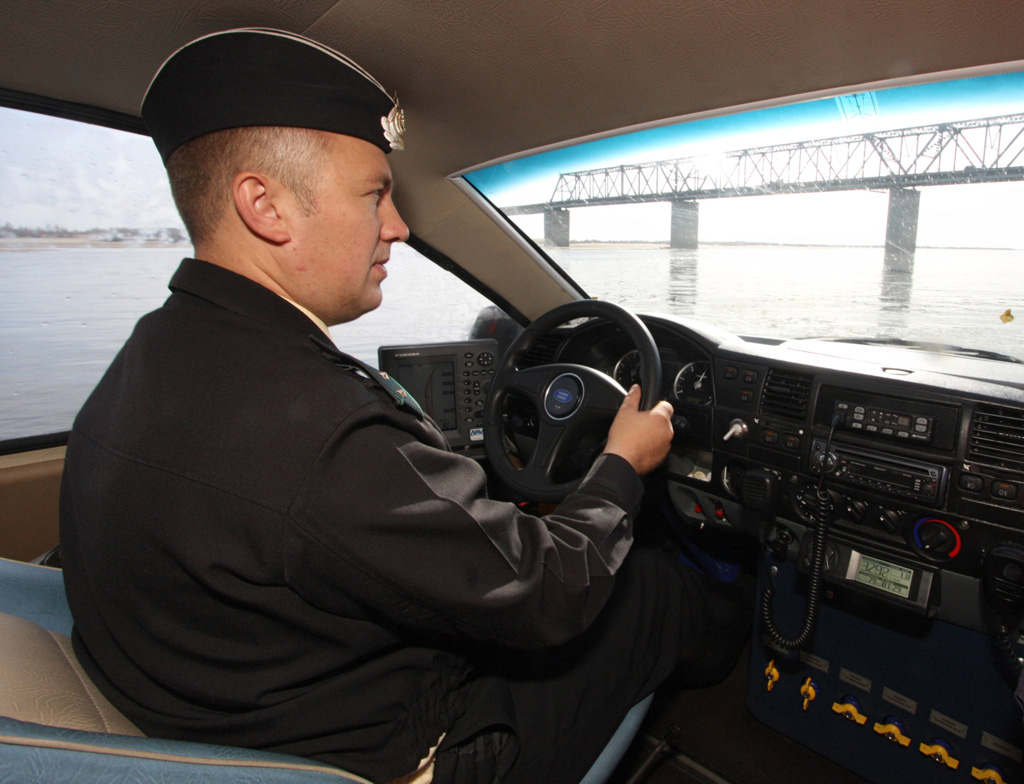
Ходовая рубка пограничного сторожевого катера типа «Марс-700» из состава Пограничного управления ФСБ России по Амурской области (2010 год).

Судно на воздушной подушке (СВП) имеет корпус с кормовым расположением моторного отсека, изготовленный из алюминиево-магниевого сплава 1561М и разделённый водонепроницаемыми переборками. Ширина металлического корпуса — 2,40 м. Система набора корпуса смешанная: фундаменты и подкрепления — сварные, наружная обшивка — клёпаная. Надстройка изготовлена из композиционных материалов, имеет совмещённую с ней ходовую рубку, расположенную в её носовой части.
Пассажирский салон высотой 135 см, совмещённый с ходовой рубкой, имеющий четыре кресла (включая кресло судоводителя) и кормовой диван, расположен в передней части корпуса и отделён от нагнетателей кормовой выгородкой. По бортам надстройки имеются два выхода на бортовые секции для посадки-высадки пассажиров.
Двигатель
СВП «Марс-700» оснащаются дизельными двигателями семейства ГАЗ-560 (лицензионная версия двигателя Steyr M14 TCA австрийской компании Steyr Motors), наиболее распространённая комплектация — модификация ГАЗ-5602 мощностью 110 л. с. при частоте вращения 3600 об/мин. Двигатель расположен в моторном отсеке, доступ в который осуществляется с бортовых секций. Передача крутящего момента от двигателя на два нагнетателя и воздушный винт производится посредством ременных передач и карданного вала соответственно. Ёмкость топливного бака — 240 л (СВП производства ЗАО «АКС-Инвест») или 250 л (СВП производства АО «Флот»).
Вместо семейства двигателя ГАЗ-560, по желанию заказчика, СВП «Марс-700» также комплектуется дизельным двигателем Iveco F1C мощностью 146 л. с.

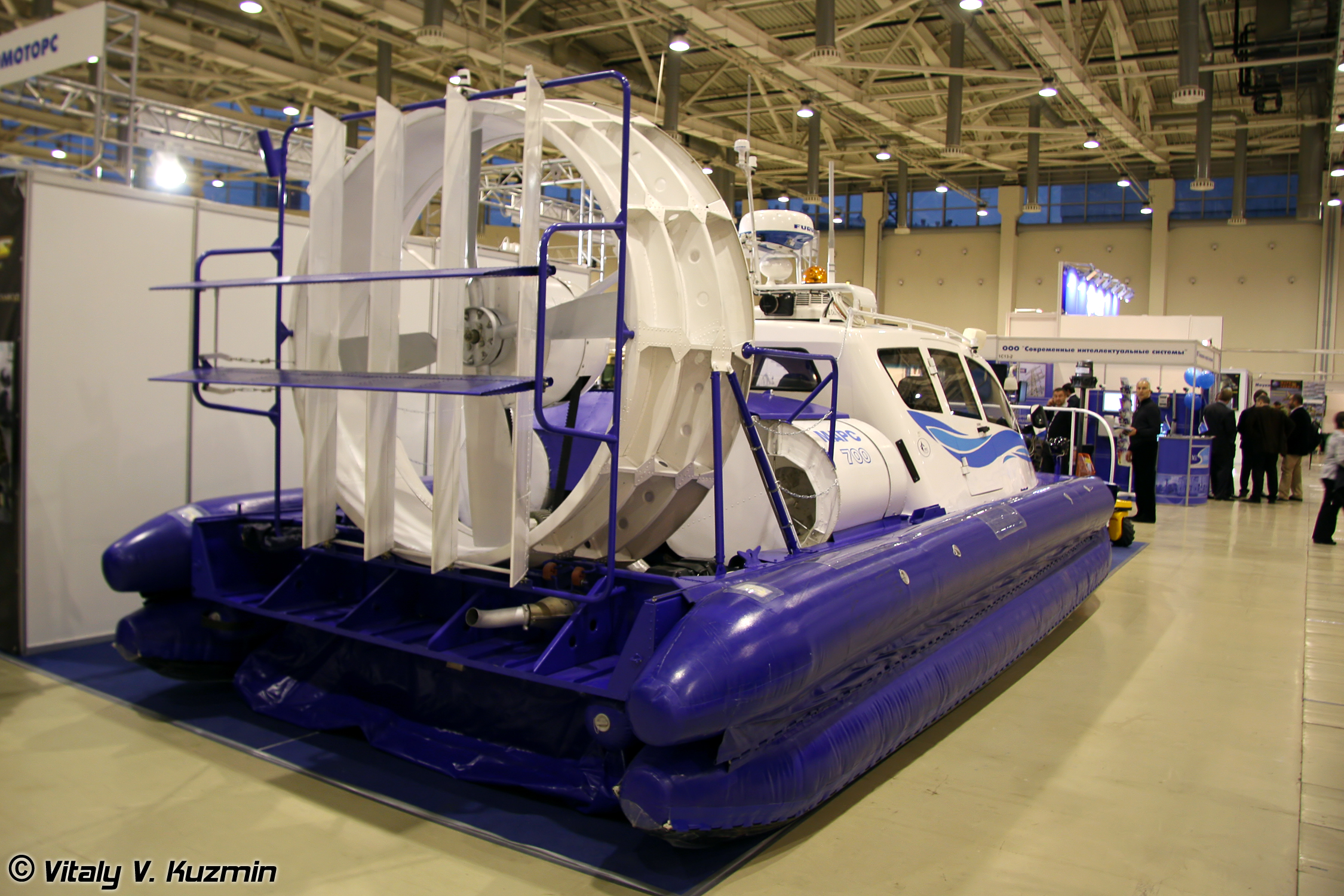
Аэрогидродинамическая схема катера-амфибии «Марс-700» (Международная выставка «Интерполитех-2011»).

Аэрогидродинамическая схема
Аэрогидродинамическая схема судна включает в себя гибкое ограждение воздушной подушки и подъёмно-движительный комплекс.
Гибкое ограждение воздушной подушки, во внутреннюю область которого подаётся воздух от нагнетателей, состоит из двух пар продольных надувных скегов по бортам, а также переднего и заднего гибкого ограждения шторного типа. Центробежные нагнетатели осуществляют забор воздуха с палубы и выброс его под корпус. Пространство под корпусом не секционировано.
Подъёмно-движительный комплекс — раздельный, включает в себя два центробежных приводных нагнетателя и один маршевый 4-лопастной воздушный винт фиксированного шага в кольцевой аэродинамической насадке, ось которого расположена в диаметральной плоскости судна. Маршевый воздушный винт обеспечивает тягу и передний ход судна. Управление СВП «Марс-700» по курсу осуществляется при помощи вертикальных воздушных рулей, расположенных за насадкой в потоке воздушного винта. Изменение тяги и регулировка дифферента судна происходит за счёт перекладки горизонтальных рулей, расположенных следом за вертикальными рулями и перекрывающих часть сечения винта.
Заднего хода СВП «Марс-700» не имеет, однако существует возможность отключения сцеплением маршевого винта без отключения двигателя и нагнетателей воздушной подушки, что обеспечивает судну альтернативный задний ход.

### «Марс-700М»
С 2012 года серийно выпускалась модернизированная версия «Марс-700М», основными отличиями которой являлись:
- внедрение в подъёмно-движительный комплекс зубчатых ремней вместо поликлиновых, обладающих более высоким КПД и долговечностью;
- внедрение демпфирующих и обгонных муфт, защищающих нагнетатели от воздействия крутильных колебаний коленчатого вала двигателя, успокаивающих колебания ремней, сокращающих ход натяжителей ремней, снижающих напряжения в ременном приводе и его шумность;
- внедрение в систему подкачки скегов электромагнитных пневмоклапанов японского производства.

## Условия эксплуатации

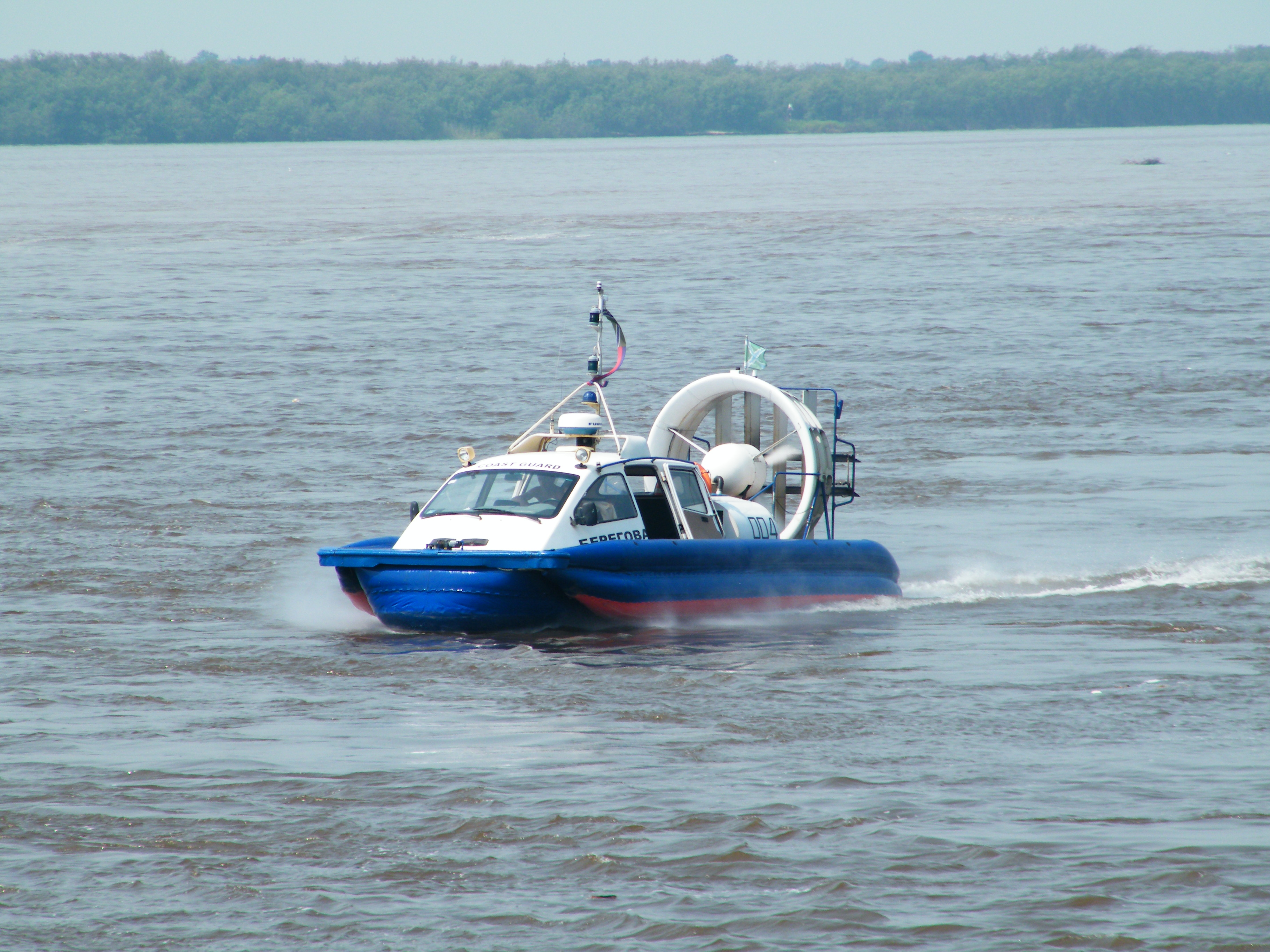
Пограничный сторожевой катер типа «Марс-700» БОХР ПС ФСБ России на реке Амур (2012 год).

Эксплуатация СВП «Марс-700» допускается при температуре наружного воздуха от −25 °C до +40 °C и боковом ветре до 12 м/с, на водных бассейнах с высотой волны до 0,6 м, заросшем мелководье, участках затопленных разливами рек, шуге, тундре — без ограничения прочности покрова, на снегу любой прочности, с преодолением торосов и уступов высотой до 0,3 м, а также уклонов до 7°.

## Операторы

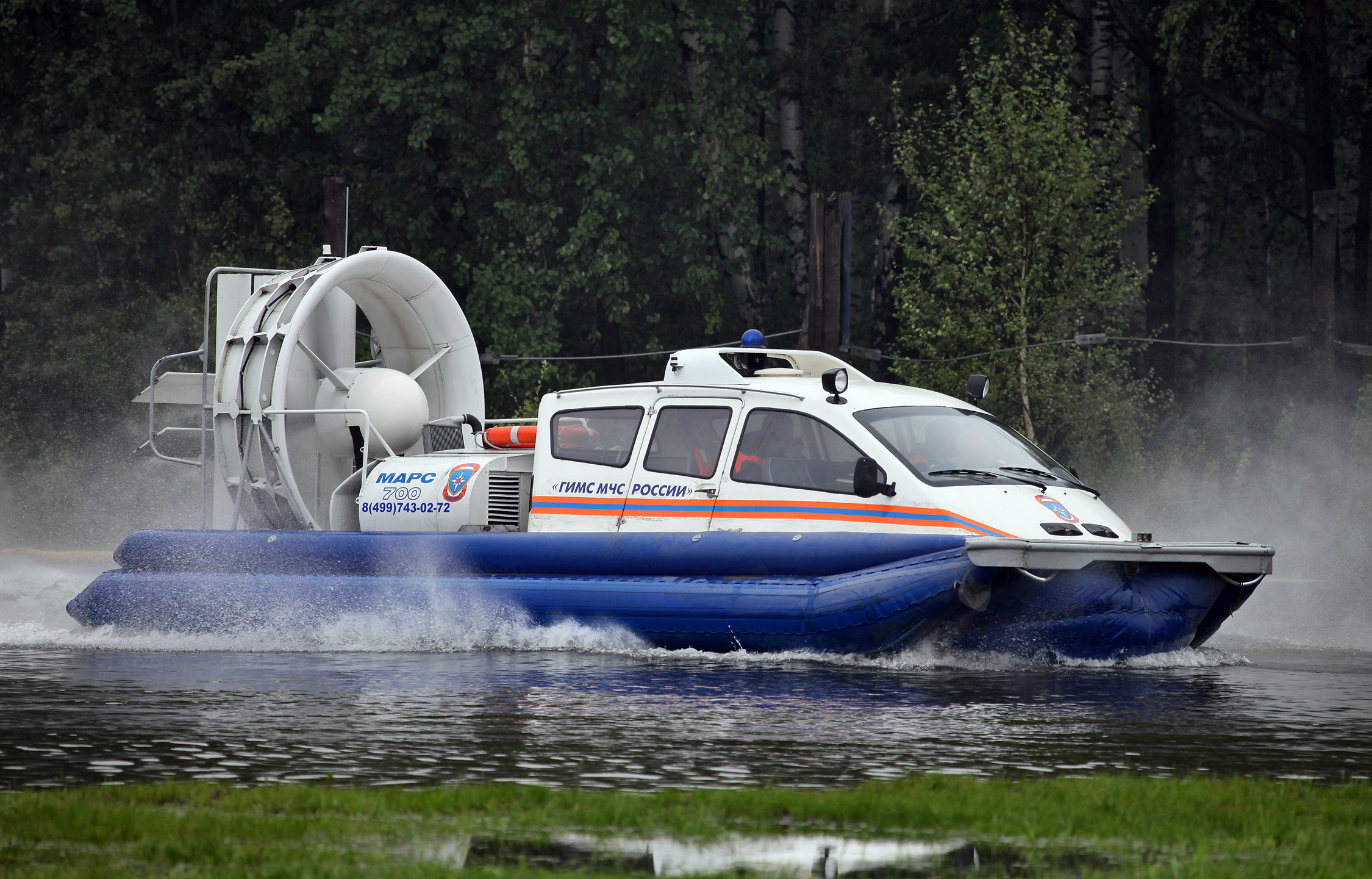
Катер-амфибия «Марс-700» ГИМС МЧС России (Международный салон «Комплексная безопасность — 2013»).

- Россия: различные организации внутреннего водного транспорта России, а также[2][6][7]:
  - МЧС России,
  - транспортная полиция (до 2011 года — милиция) МВД России,
  - морские части ВНГ России (до 2016 года — морские части ВВ МВД России)[8],
  - Береговая охрана Пограничной службы ФСБ России;
- Беларусь: МЧС Беларуси[9];
- Украина: ГСЧС Украины (до 2012 года — МЧС Украины)[10][11];
- Финляндия[6];
- Эстония[6];
- Китай[6];
- Республика Корея[6].

## Развитие проекта
Развитием проекта стали катера-амфибии «Марс-702», закупавшиеся бундесвером. Основными отличиями данной версии от СВП «Марс-700» являлись:
- уменьшенная ширина корпуса для возможности транспортировки судна транспортным самолётом или вертолётом, а также морским, железнодорожным или автомобильным транспортом в ISO-контейнере (ширина металлического корпуса — 1,95 м, ширина габаритная — 3,03 м);
- централизованная подкачка и контроль давления во всех скегах;
- кабина открытого типа со съёмным тентом.

### Комментарии
1. ↑   Определение термина «скег» в Викисловаре.